# Ese-Kapı-Moschee

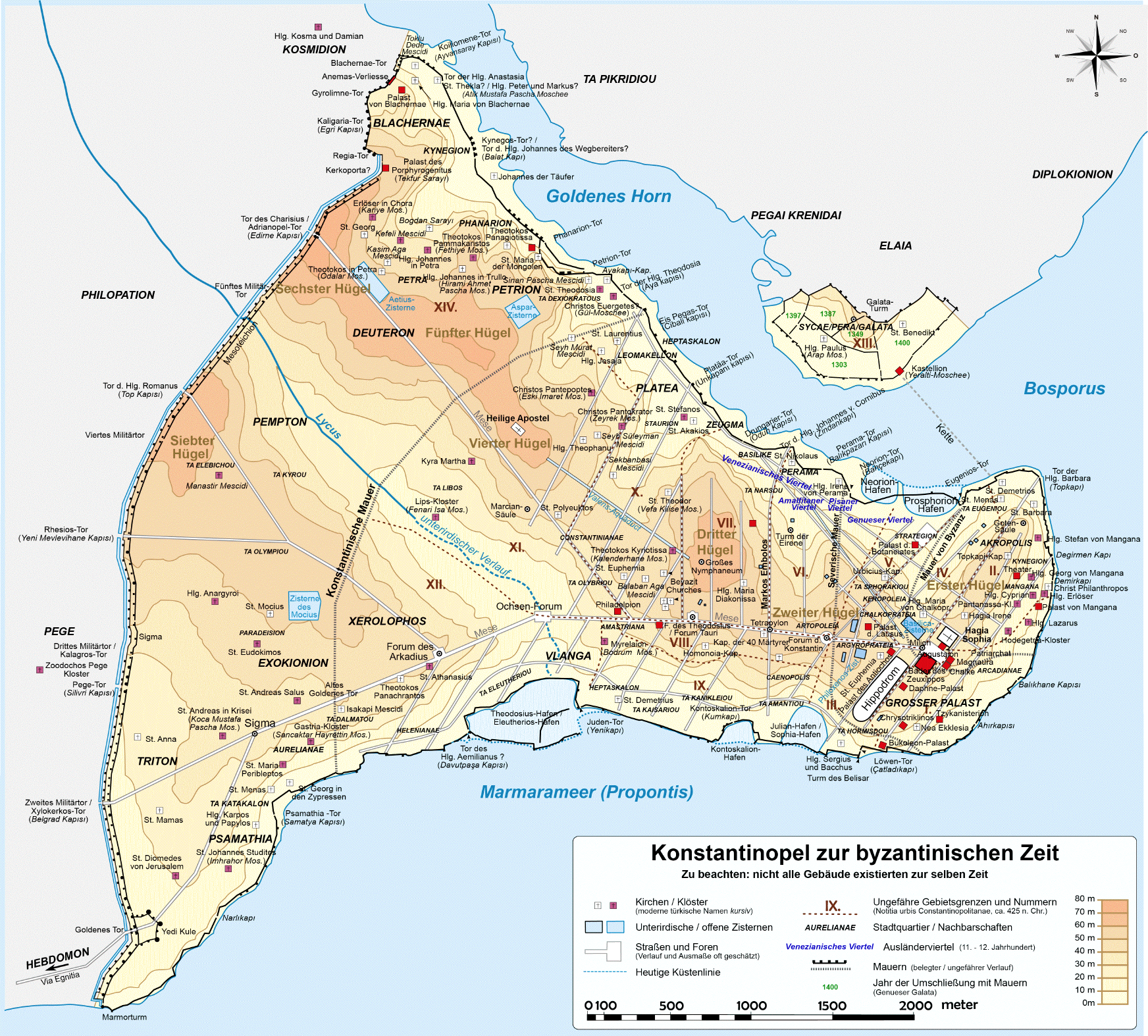
Karte von Konstantinopel. Die Ese-Kapı-Moschee liegt am südlichen Zweig der Mese im Südosten der Stadt.

Die Ese-Kapı-Moschee (türkisch Ese Kapısı Mescidi oder İsa Kapısı Mescidi, dt. Christustormoschee), seltener auch Hadim Ibrahim Paşa Mescidi, war eine byzantinische Kirche in Konstantinopel, die während der Zeit des Osmanischen Reiches zur Mescit umgebaut wurde.

## Lage
Die rekonstruierte Moschee befindet sich im Stadtviertel Davutpaşa im Stadtbezirk Fatih im heutigen Istanbul. Rund 500 Meter südwestlich liegt die Sancaktar-Hayrettin-Moschee, die ebenfalls byzantinischen Ursprungs ist. Das Bauwerk liegen im Park des Cerrahpaşa-Krankenhauses, das Sitz der medizinischen Fakultät der Istanbul Üniversitesi ist.
Die Kirche wurde am südlichen Abhang des siebten Hügels von Konstantinopel im Viertel ta Dalmatou errichtet. Das Gebäude lag innerhalb der Theodosianischen Mauer und am Exakiónios-Tor (griechisch Πύλη τοῦ Ἐξακιονίου) oder dem Saturninus-Tor (griechisch Πύλη τοῦ Σατουρνίνου) der nicht mehr existierenden älteren Konstantinsmauer.

## Geschichte

### Byzantinische Zeit
Die Ursprünge des Gebäudes sind nicht bekannt. Der Vergleich der Ziegelsteine des Mauerwerks mit dem der Pammakaristos-Kirche und der Chora-Kirche legt nahe, dass das Gebäude Ende des 13. oder Anfang des 14. Jahrhunderts in der Zeit der Palaiologen erbaut wurde. Eine gelegentliche Identifikation als Iasités-Kloster (griechisch Μονῆ τοῦ Ἰασίτου) ist unbestätigt.

### Osmanische Zeit

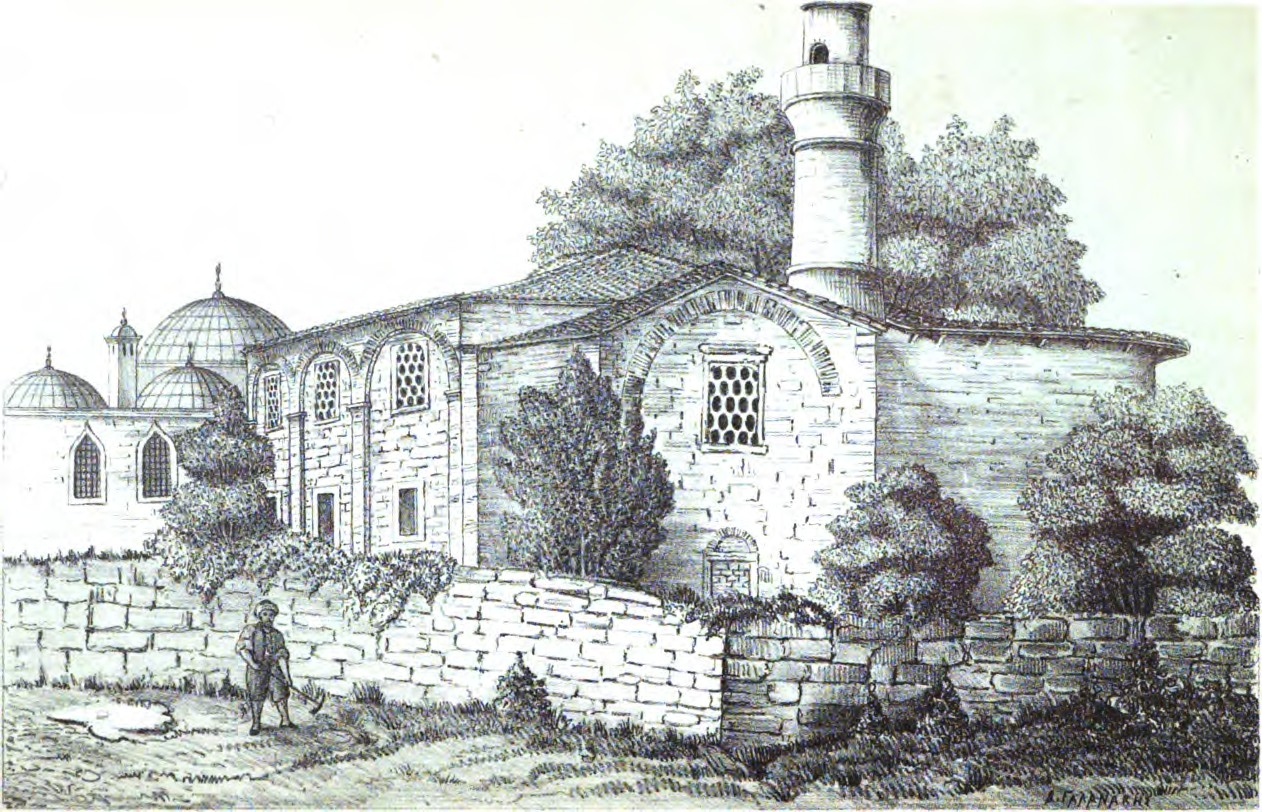
Die Moschee in einer Zeichnung von A.G. Paspates (1877)

Nach der Eroberung Konstantinopels durch die Osmanen im Jahr 1453 wurde das Tor, das dem Gebäude den Namen gab (İsa Kapısı, Jesus-Tor), 1509 bei einem Erdbeben schwer beschädigt. Zwischen 1551 und 1560 ließ der Wesir Hadim Ibrahim Pascha († 1562/63) das Gebäude dann zu einer kleinen Andachtsmoschee umbauen. Zuvor hatte er schon am Silivri-Tor (türkisch Silivrikapi) die Hadım-İbrahim-Pascha-Moschee gestiftet. Zur gleichen Zeit erweiterte Hofarchitekt Sinan den bereits bestehenden Komplex. Sinan errichtete eine Medrese (Koranschule) und ein Dershane (Paukschule). Als verbindendes Element stand die Kirche zwischen beiden Gebäuden. Die Lage dieser religiösen Institutionen in den dünn besiedelten Stadtvierteln entlang der Stadtmauern, in denen die Bevölkerung überwiegend christlich war, zeigt den Wunsch des Wesirs, eine Politik der Islamisierung der Stadt zu verfolgen. Im 17. Jahrhundert wurde der Komplex mehrfach durch Erdbeben beschädigt und 1648 restauriert.
Im Jahr 1741 stiftete Ahmet Agha, ein weißer Eunuch, den İbrahim Pascha zum Verwalter der Stiftung ernannt hatte, einen kleinen Brunnen (türkisch Sebil). Ein Erdbeben im Jahr 1894 zerstörte das Gebäude. Nur zwei der Außenmauern blieben erhalten. Die Moschee wurde aufgegeben.

### Aktuelle Situation
2009 wurden die Ruine restauriert und die Moschee rekonstruiert.

## Beschreibung
Das Bauwerk wurde über einem rechtwinkligen Grundriss errichtet und ist 17 Meter lang und 6,80 Meter breit. Die Kirche war einschiffig und besaß im Osten ein Bema mit drei Apsiden. Die zentrale Apsis wurde während der osmanischen Zeit abgerissen und durch eine Mauer ersetzt. Das Mauerwerk des Gebäudes bestand aus Reihen von weißen Werksteinen, die sich mit Reihen von roten Backsteinen abwechselten, wodurch ein für die spätbyzantinische Zeit typischer Bänderungseffekt erzielt wurde. Die äußere Seite der erhaltenen Wand wird durch Lisenen gegliedert, die von Bögen überspannt werden. Wahrscheinlich war die Kirche ursprünglich von einer Kuppel überragt, aber im 19. Jahrhundert war diese bereits durch ein Holzdach ersetzt worden. Das Kircheninnere war mit Fresken der Palaiologen-Zeit ausgeschmückt. Zwei von ihnen in der südlichen Apsis zeigten den Erzengel Michael (in der Konche) und Hypatios von Gangra (an der Seitenwand). Die beiden Wandbilder waren noch 1930 sichtbar, sind inzwischen aber verschwunden. An den beiden Wänden sind noch Stuck-Dekorationen zu sehen.
Zwei Seiten des Hofes werden von der Medrese mit elf Zellen besetzt, in denen Schüler wohnten, und einem Dershane. Die beengten Platzverhältnisse zwangen Sinan, einen Plan zu entwerfen, der stark von der Standardlösung für religiöse Gebäudekomplexe dieser Art abwich. Das Mauerwerk der Medrese weist ein zweifarbiges Muster auf, das dem in der Kirche verwendeten ähnelt. Das Dershane ist mit einem reliefierten Fries aus Stuckarabesken verziert. Der Eingang des Hofes ist mit einem kleinen Sebil geschmückt.